# Secret of the Andes
Secret of the Andes è un film del 1999 diretto da Alejandro Azzano.
È un film d'avventura a sfondo fantastico con José Luis Alfonzo, Nancy Allen, David Keith e John Rhys-Davies. È una produzione statunitense e argentina, girata in Argentina e conosciuta anche con il titolo El secreto de los Andes (titolo in spagnolo della distribuzione nel paese sudamericano).

## Produzione
Il film, diretto da Alejandro Azzano su una sceneggiatura dello stesso Azzano e di Bernardo Nante, fu prodotto da Azzano e da Beth Dembitzer e Bernardo Nante per la Semana Magica S.A. e girato a New York e in Argentina.

## Distribuzione
Il film fu distribuito negli Stati Uniti per l'home video dalla MTI Home Video con il titolo Secret of the Andes e in Argentina dal 15 luglio 1999 al cinema dalla Distribution Companycon il titolo El secreto de los Andes.
Alcune delle uscite internazionali sono state:
- in Ungheria il 16 agosto 2000 (in anteprima)
- nelle Filippine il 27 marzo 2002
- in Francia (Le secret des Andes)

## Promozione
La tagline è: "There are things that just you will be able to see with the heart".

## Riconoscimenti
- WorldFest Houston
  - Silver Award categoria "Independent Theatrical Feature Films - Fantasy/Horror" ad Alejandro Azzano